# Lijst van voetbalinterlands Burundi - Congo-Brazzaville
Deze lijst van voetbalinterlands is een overzicht van alle officiële voetbalwedstrijden tussen de nationale teams van Burundi en Congo-Brazzaville. De landen hebben tot op heden drie keer tegen elkaar gespeeld. De eerste wedstrijd, een vriendschappelijke ontmoeting, vond plaats op 24 december 1977 in Brazzaville. Het laatste duel, een kwalificatiewedstrijd voor de Afrika Cup 1994, werd gespeeld in de Congolese hoofdstad op 25 april 1993.

## Wedstrijden
| № | Plaats      | Datum            | Competitie                   | Wedstrijd                   | Uitslag |
| - | ----------- | ---------------- | ---------------------------- | --------------------------- | ------- |
| 1 | Brazzaville | 24 december 1977 | Vriendschappelijk            | Congo-Brazzaville − Burundi | 8 − 0   |
| 2 | Bujumbura   | 16 augustus 1992 | Afrika Cup 1994 kwalificatie | Burundi − Congo-Brazzaville | 1 − 0   |
| 3 | Brazzaville | 25 april 1993    | Afrika Cup 1994 kwalificatie | Congo-Brazzaville − Burundi | 0 − 0   |

## Samenvatting
| Competitie              | Totaal gespeeld | Winst Burundi | Gelijk | Winst Congo-Brazzaville | Doelsaldo Burundi – Congo-Brazzaville |
| ----------------------- | --------------- | ------------- | ------ | ----------------------- | ------------------------------------- |
| Afrika Cup-kwalificatie | 2               | 1             | 1      | 0                       | 1 − 0                                 |
| Vriendschappelijk       | 1               | 0             | 0      | 1                       | 0 − 8                                 |
| Totaal                  | 3               | 1             | 1      | 1                       | 1 − 8                                 |

Wedstrijden bepaald door strafschoppen worden, in lijn met de FIFA, als een gelijkspel gerekend.
FFB · Burundees vrouwenelftal · Olympisch elftal
Interlands
Tegenstander:
Algerije ·
Angola ·
Bahrein ·
Bangladesh ·
Benin ·
Botswana ·
Burkina Faso ·
Centraal-Afrikaanse Republiek ·
Comoren ·
Congo-Brazzaville ·
Congo-Kinshasa ·
Djibouti ·
Egypte ·
Eritrea ·
Ethiopië ·
Gabon ·
Gambia ·
Ghana ·
Guinee ·
Indonesië ·
Ivoorkust ·
Kameroen ·
Kenia ·
Lesotho ·
Liberia ·
Madagaskar ·
Malawi ·
Mali ·
Marokko ·
Mauritanië ·
Mauritius ·
Myanmar ·
Namibië ·
Niger ·
Nigeria ·
Oeganda ·
Palestina ·
Rwanda ·
Senegal ·
Seychellen ·
Sierra Leone ·
Soedan ·
Somalië ·
Tanzania ·
Tunesië ·
Zambia ·
Zimbabwe ·
Zuid-Afrika ·
Zuid-Soedan
FCF · 
Vrouwenelftal van Congo-Brazzaville
1960–1969 ·
1970–1979 ·
1980–1989 ·
1990–1999 ·
2000–2009 ·
2010–2019 ·
2020−2029
1960 ·
1961 ·
1962 ·
1963 ·
1964 · 
1965 ·
1966 · 
1967 ·
1968 · 
1969 ·
1970 · 
1971 ·
1972 · 
1973 ·
1974 · 
1975 · 
1976 ·
1977 · 
1978 ·
1979 ·
1979 · 
1980 ·
1980 · 
1981 ·
1982 ·
1983 ·
1984 · 
1985 ·
1986 · 
1987 ·
1988 · 
1989 ·
1990 · 
1991 ·
1992 · 
1993 ·
1994 · 
1995 ·
1996 · 
1997 ·
1998 · 
1999 ·
2000 · 
2001 ·
2002 · 
2003 ·
2004 · 
2005 · 
2006 ·
2007 · 
2008 ·
2009 · 
2010 · 
2011 ·
2012 · 
2013 · 
2014 ·
2015 ·
2016 ·
2017 ·
2018 ·
2019 ·
2020 ·
2021 ·
2022 ·
2023
Algerije ·
Angola ·
Benin ·
Burkina Faso ·
Burundi ·
Canada ·
Centraal-Afrikaanse Republiek ·
Congo-Kinshasa ·
Egypte ·
Equatoriaal-Guinea ·
Ethiopië ·
Gabon ·
Gambia ·
Ghana ·
Guinee ·
Guinee-Bissau ·
Ivoorkust ·
Kaapverdië ·
Kameroen ·
Kenia ·
Liberia ·
Libië ·
Madagaskar ·
Malawi ·
Mali ·
Marokko ·
Mauritanië ·
Mauritius ·
Mozambique ·
Namibië ·
Niger ·
Nigeria ·
Noord-Korea ·
Oeganda ·
Rwanda ·
Sao Tomé en Principe ·
Saoedi-Arabië ·
Senegal ·
Sierra Leone ·
Soedan ·
Swaziland ·
Tanzania ·
Thailand ·
Togo ·
Tsjaad ·
Tunesië ·
Zambia ·
Zimbabwe ·
Zuid-Afrika ·
Zuid-Soedan